# Morfema
Un morfema és la unitat mínima significativa de la primera articulació o divisió del signe lingüístic: el mot. El morfema és, doncs, la unitat mínima indescomponible en l'aspecte sincrònic i que expressa els diversos accidents i altres elements gramaticals de relació d'inventari en cada llengua. Més informalment, un morfema és una classe d'equivalència de seqüències de fonemes o d'alteracions sistemàtiques de la forma fonològica d'un mot per a expressar una relació gramatical o un canvi de sentit sistemàticament. La realització concreta d'un morfema es denomina morf, i un morfema és el conjunt de morfs de funció equivalent. En la majoria de les llengües, els morfs prenen la forma d'afixos (sufixos, prefixos i rarament, infixos), encara que també existeixen les alteracions de l'arrel, com ara els allargaments, els canvis tonals, les reduplicacions, les relacions paradigmàtiques i altres procediments abstractes. Quan els morfs són afixos, és gairebé sempre possible segmentar el mot en els seus formants bàsics, encara que en algunes llengües en què els morfs es realitzen amb procediments aliens a l'afixació, això pot ser impossible. Un mot està compost per dues classes de morfemes: el lexema i el gramema.

## Lexema
En totes les llengües, independentment dels procediments morfològics que contingui, en un mot, s'hi pot identificar un morf bàsic: una seqüència de fonemes bàsics que defineixen el camp semàntic i, sovint, fins i tot el significat referencial del mot o de l'expressió. Aquesta unitat bàsica a la qual s'afegeixen altres morfemes es coneix com a lexema o arrel.
Aquest lexema és tècnicament un morf, però, en ser l'únic integrant de la seva classe d'equivalència, sol ser classificat com a morfema. En moltes llengües, els lexemes constitueixen gairebé sempre l'única peça invariable, autònoma i amb el significat referencial més complet. En les llengües que fan ús d'altres procediments morfològics a més de l'afixació i l'addició de desinències, la forma bàsica del lexema podria no ser determinable inequívocament. En la majoria de les llengües, el lexema és una seqüència fixa d'uns pocs fonemes que no varia encara que s'hi afegeixin nous morfs per crear-ne significats derivats. Tanmateix, en les llengües amb morfs que no són afixos, com ara les llengües semítiques, els lexemes són "esquelets" de dues o tres consonants entre les quals s'hi insereixen vocals. Aquestes vocals entren en forma d'esquelets paradigmàtics i són exemple de morf discontinu (i en aquest tipus de llengües els lexemes també són, de fet, discontinus, és a dir, no formen una seqüència de fonemes consecutius).
Els lexemes formen la major part del lèxic d'una llengua. El seu nombre és sempre molt superior al dels gramemes i, en principi, es consideren una classe oberta. És a dir, formen un conjunt susceptible de ser ampliat amb nous préstecs lèxics o amb altres procediments creatius per a designar nous conceptes o realitats.
Alguns exemples de lexemes en la llengua catalana són:
Mot: nena, lexema: nen-
Mot: utilitzar, lexema: util-
Totes les paraules que comparteixen un mateix lexema formen una família lèxica, és a dir, aquells mots que mitjançant la derivació, la composició o un mateix origen etimològic han sorgit d'una paraula concreta. Així per exemple «tauleta» i «entaular-se»" formen part de la família lèxica de «taula».

## Gramema
Els gramemes, o morfemes gramaticals, són les unitats que constitueixen la part variable del mot i són les responsables d'expressar les relacions gramaticals i que no alteren el significat referencial bàsic d'un mot. Sovint, no són autònoms, i llur aparició no és facultativa ans són regulades per restriccions gramaticals. Aquests morfemes expressen relacions o accidents gramaticals com ara: 
- el nombre gramatical
- el gènere gramatical
- el cas gramatical
- el temps verbal

### Els gramemes derivatius
Els gramemes derivatius o morfemes gramaticals derivatius, també anomenats afixos, són formants facultatius responsables de formar els significats compositius i els conceptes derivats del significat bàsic. Alguns exemples en són: 
- els deverbatius: que permeten designar l'agent, pacient, tema o lloc d'una acció verbal;
- els verbalitzadors: que permeten designar accions verbals relacionades amb objectes o lexemes que designen ens concrets;
- els derivatius nominals: que permeten expressar relacions semàntiques sistemàtiques entre dos tipus de referents;
- els derivatius verbals: que permeten construir predicacions verbals a partir del significat de les predicacions verbals més primitives o simples.

Segons la seva posició respecte al lexema, existeixen tres tipus de morfemes gramaticals derivatius: 
- El sufix: es posa després de l'arrel o lexema i abans del morfemes gramaticals dependents;[3] pot canviar la categoria gramatical del mot o el gènere dels substantius i són tònics, és a dir, porten l'accent del mot. Per exemple: en el mot agradable, el sufix -able transforma el verb "agradar" en adjectiu; en el mot tranquil·lament, el sufix -ment, transforma l'adjectiu en adverbi; en el mot nena, el sufix -a.
- El prefix: precedeix l'arrel o lexema. Sovint són àtons i tenen significat. Si porten accent, es coneixen com a prefixoides o prefixos propers als lexemes. Alguns exemples en són: en el mot infranquejable, el prefix in- té un significat de negació o privació; en el mot monosil·làbic, el prefixoide mono- té un significat de "únic" o "només un".
- L'infix: es posa entre els prefixos i el sufixos per evitar la cacofonia entre dos sons i les homonímies. Són àtons i no tenen significat. Molts d'aquests també funcionen com a sufixos, però no conserven cap significat perceptible.

### Gramemes flexius
Els gramemes flexius són formants constitutius que es troben al final del mot. La informació que porten és de tipus gramatical, com ara el gènere, el nombre de la persona, el mode, etc. Per exemple: en el mot nens, el morfema s indica el nombre (plural).

## Altres morfemes

### Morfemes lliures o independents
Els morfemes lliures o independents no s'uneixen a cap lexema, però confereixen de significat gramatical els mots amb els quals s'associen. Els determinants, les preposicions i les conjuncions poden ser morfemes lliures. La majoria d'aquests són àtons. Per exemple, un article és un morfema flexiu, però independent del substantiu.

### Morfema zero
El morfema zero és la mancança de realització formal que caracteritza determinats morfemes. En el català, aquest és el cas de la majoria dels substantius masculins singulars; per exemple: el substantiu nen conté morfs zeros que determinen el gènere (masculí) i el nombre (singular), encara que no són fònics. L'absència del contingut fònic com a relació facilita l'anàlisi morfològica i sistemàtica; encara que un morfema no tingui cap realització fònica, no impedeix que sigui considerat un membre de ple dret de la classe d'equivalència que forma el morfema sobre la base de les relacions paradigmàtiques sistemàtiques.